# Jiří Novák (horolezec)
Jiří Novák (* 9. dubna 1945 Plzeň) je český horolezec, publicista, spisovatel, fotograf, bývalý trenér reprezentace a funkcionář, který se významně zasloužil o přípravu československých a českých himálajských expedic.
Od roku 1976 předseda trenérské rady VHS ÚV ČSSTV. V letech 2003-2004 předseda, v letech 2005-2006 1. místopředseda a v letech 2010-2013 předseda historické komise Českého horolezeckého svazu.

## Výkony a ocenění
- mistr sportu
- vzorný trenér
- veřejné uznání Za zásluhy o rozvoj čs. tělesné výchovy III. stupně

### Výstupy
- 35 prvovýstupů na pískovcových skalách
- přes 300 výstupů ve Vysokých Tatrách (80 zimních)

### Expedice
- 1984: Dhaulágirí – vedoucí expedice; čs. prvovýstup levou částí Z stěny (K. Jakeš, J. Stejskal, J. Šimon)

## Dílo
- Alpy 1,2
- Bergel
- 2011, 2015, 2018: příspěvky v ročenkách ČHS HoroLezec (2010, 2014 a 2017)
- DIEŠKA, Ivan; ŠIRL, Václav. Horolezectví zblízka (původním názvem: Horolezectvo zblízka). Překlad Václav Širl; lektoroval Jiří Novák. 1. vyd. Praha: Olympia, 1989. 444 s. 27-081-89. S. 393,396,397.
- NOVÁK, Jiří. Himálaj a Karakorum - Československé a České prvovýstupy 1969-2015. 1. vyd. Praha: Alpy, 2015. 208 s. ISBN 978-80-85613-54-4.

### Film
- České himálajské dobrodružství 1. a 3. díl, TV dokument